# Winfield (Virginia Occidentale)
Winfield è un comune degli Stati Uniti d'America, situato nello Stato della Virginia Occidentale, nella contea di Putnam, della quale è il capoluogo.